# Rancourt-sur-Ornain
Rancourt-sur-Ornain ist eine französische Gemeinde im Département Meuse in der Region Grand Est. Sie hat eine Fläche von 9,86 km² und 180 Einwohner (2022).

## Geografie
Die Gemeinde Rancourt-sur-Ornain liegt am Fluss Ornain an der Grenze zum Département Marne, 21 Kilometer westnordwestlich von Bar-le-Duc.

## Bevölkerungsentwicklung
| Jahr                       | 1962 | 1968 | 1975 | 1982 | 1990 | 1999 | 2006 | 2012 | 2019 |
| -------------------------- | ---- | ---- | ---- | ---- | ---- | ---- | ---- | ---- | ---- |
| Einwohner                  | 333  | 275  | 234  | 236  | 232  | 214  | 207  | 211  | 184  |
| Quellen: Cassini und INSEE |      |      |      |      |      |      |      |      |      |

## Sehenswürdigkeiten
- Kirche Saint-Médard (Monument historique), erbaut im 15. Jahrhundert

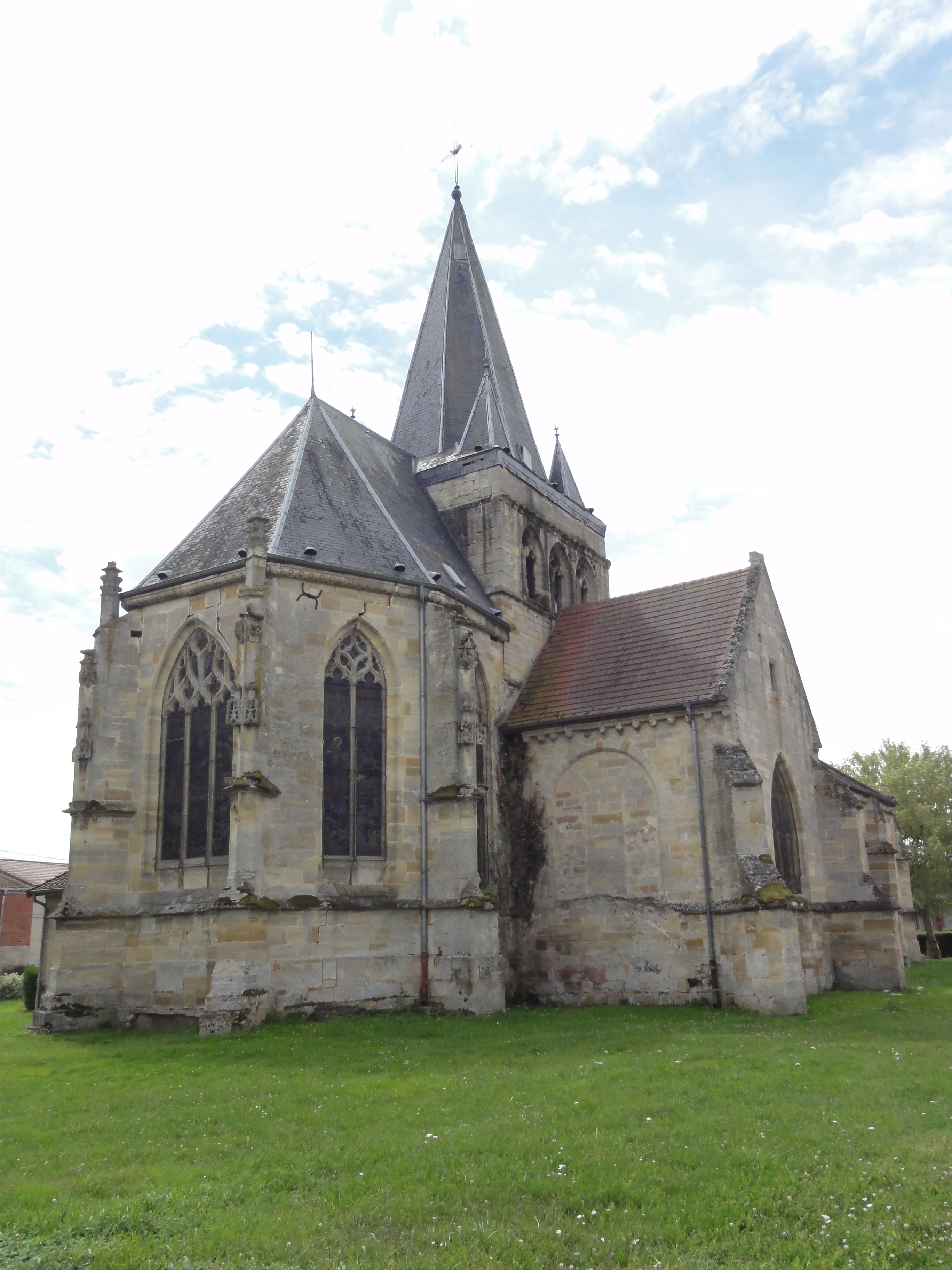
Kirche Saint-Médard